# Distrikt Urarinas
Der Distrikt Urarinas liegt in der Provinz Loreto in der Region Loreto in Nordost-Peru. Der Distrikt wurde am 2. Juli 1943 gegründet. Er wurde nach der Volksgruppe der Urarina benannt.
Der Distrikt besitzt eine Fläche von 15.894 km². Beim Zensus 2017 wurden 13.053 Einwohner gezählt. Im Jahr 1993 lag die Einwohnerzahl bei 7025, im Jahr 2007 bei 11.438. Verwaltungssitz ist die 112 m hoch am Südufer des Río Marañón gelegene Ortschaft Maypuco mit 1333 Einwohnern (Stand 2017). Maypuco liegt 175 km westsüdwestlich der Provinzhauptstadt Nauta. Ursprünglich lag die Distriktverwaltung in Concordia.

## Geographische Lage
Der Distrikt Urarinas liegt im peruanischen Amazonasgebiet im zentralen Westen der Provinz Loreto. Der Río Marañón durchquert den äußersten Süden des Distrikts in östlicher Richtung. Die Einzugsgebiete von Río Urituyacu und Río Chambira, beides linke Nebenflüsse des Río Marañón, bilden einen Großteil des Areals.
Der Distrikt Urarinas grenzt im Westen an den Distrikt Lagunas (Provinz Alto Amazonas), im äußersten Nordwesten an den Distrikt Andoas (Provinz Datem del Marañón), im Norden an den Distrikt Trompeteros, im äußersten Nordosten an den Distrikt Tigre sowie im Osten und im Süden an den Distrikt Parinari.

## Ortschaften
Größere Orte im Distrikt neben dem Hauptort Maypuco sind:
- Caimituyo (321 Einwohner)
- Concordia (641 Einwohner)
- Cuninico (456 Einwohner)
- Nueva Alianza (536 Einwohner)
- San Jose de Saramuro (849 Einwohner)
- Saramurillo (347 Einwohner)
- Nueva Union (324 Einwohner)